# Central de Autobuses Millenium Culiacán
La Terminal de Autobuses de Culiacán o Central de Autobuses Culiacán Millenium es una terminal de autobús localizada al oeste de la ciudad de Culiacán, Sinaloa, México. La estación está construida frente al Country Club. Esta central sustituyó a la antigua central que se encontraba hacia el sur, frente al Blvd. Gabriel Leyva Solano.
Esta terminal es uno de los dos puntos para viajar al exterior de la ciudad, después del Aeropuerto Internacional de Culiacán, el cual se encuentra muy cerca del edificio terminal, tan solo tomando el Blvd. Aeropuerto.
Desde el año 2001, opera rutas hacia el norte y al centro del país, y algunas rutas internacionales a los Estados Unidos.
Fue inaugurado por el presidente de la república Lic. Vicente Fox Quesada y el gobernador del estado de Sinaloa C. Juan S. Millán.

## Terminal

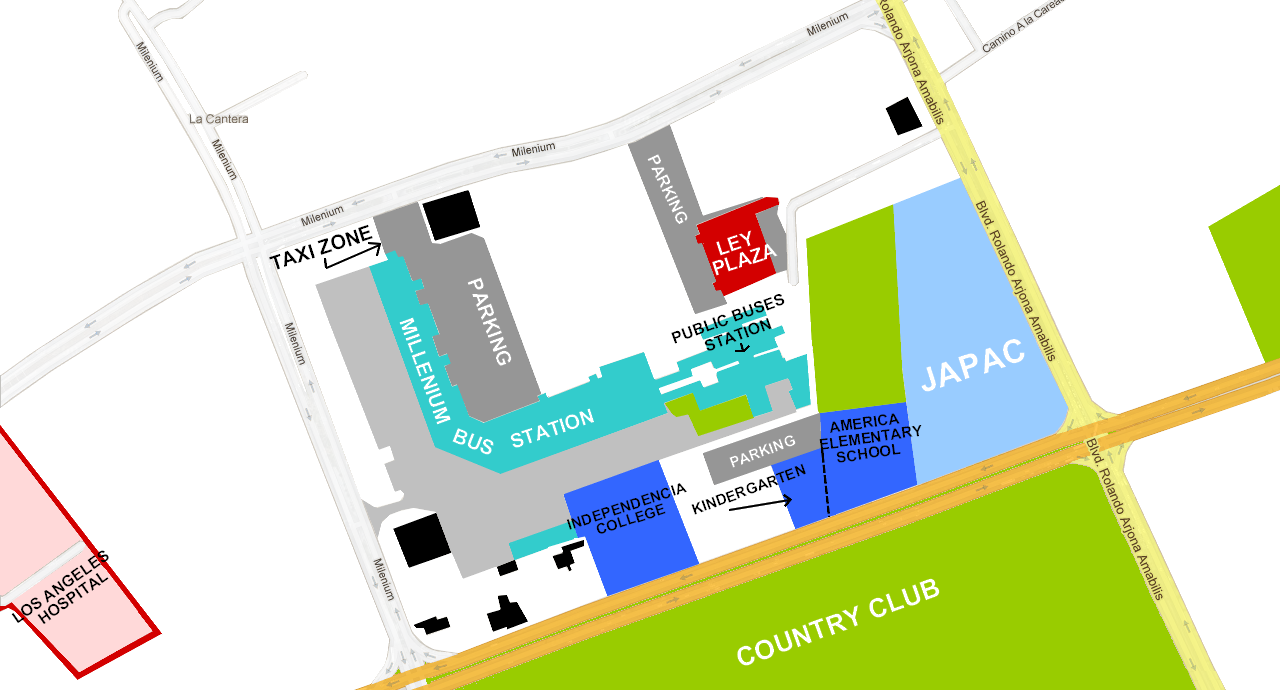
Mapa de la Terminal

La terminal contiene salas de espera, mostradores de venta, varias tiendas y restaurantes, estacionamiento propio y un lote de taxis.
- Andén Federal: 1-44
- Andén Regional: 45-89
- Salas: A, B, C, D y Ejecutiva
- Llegadas: 1, 2, 3, 4
- Plazas gastronómicas: 3
- Mostradores: 3
- Renta de taxis (Área de llegadas 1 y 4)
- Estacionamiento

## Destinos
| Líneas de Autobuses                                            | Destinos |
| -------------------------------------------------------------- | --- |
| Autobuses Interestatales de México ELITE                       | Acapulco, Aguaprieta, Altamirano, Altar, Apatzingán, Cananea, Caborca, Cd. Guzmán, Cd. Juárez, Cd. Obregón, Chilpancingo, Colima, Cuernavaca, Durango, Fresnillo, Guadalajara, Guamúchil, Guasave, Hermosillo, Huetamo, Iguala, Irapuato, Janos, Lázaro Cárdenas, Los Mochis, Manzanillo, Mazatlán, Mexicali, Ciudad de México, Monterrey Central, Morelia, Navojoa, Nogales, Palomas, Puebla, Querétaro Central, San Luis Río Colorado, Santa Ana, Sombrerete, Sonoyta, Tepic, Tijuana, Toluca Central, Torreón, Uruapan, Zacapu, Zacatecas, Zamora, Zihuatanejo, Zitácuaro |
| Omnibus de México/Plus                                         | Angamacutiro, Caborca, Cd. Obregón, Guadalajara, Guamúchil, Guasave, Guaymas, Hermosillo, La Piedad, Los Mochis, Mazatlán, Mexicali, Ciudad de México Central Norte, Morelia, Navojoa, Nogales, Peñas, Puerto Vallarta, Puruandiro, San Luis Río Colorado, Santa Ana, Sonoyta, Tepic, Tijuana, Uruapan, Zamora, Zapopan |
| ETN Turistar Lujo                                              | Ciudad de México (Norte y Poniente), Guadalajara, León, Los Mochis, Mazatlán, Morelia, Puebla, Querétaro Central, Toluca, Zapopan |
| Autobuses Futura                                               | Durango, Guamúchil, Guasave, Los Mochis, Mazatlán, Puebla CAPU, Torreón, Zacatecas, Zapopan |
| TUFESA                                                         | Acaponeta, Caborca, Cd. Obregón, Empalme, Escuinapa, Guadalajara, Guamúchil, Guasave, Guaymas, Hermosillo, Imuris, Los Mochis, Mazatlán, Mexicali, Navojoa, Nogales, Peñas, El Rosario, San Luis Río Colorado, Santa Ana, Sonoyta, Magdalena, Tepic, Tijuana, Zapopan Estados Unidos: Las Vegas, Los Ángeles, Phoenix, Sacramento, San José, Tucson |
| Estrellas del Pacífico                                         | Cd. Obregón, Guadalajara, Guasave, Hermosillo, Lázaro Cárdenas, Los Mochis, Mazatlán, Mexicali, Nogales, Tepic, Tijuana, Uruapan |
| TBC (Transportes Baldomero Corral)                             | Cd. Obregón, Guasave, Guaymas, Hermosillo, Los Mochis, Navojoa, Nogales Estados Unidos: Phoenix, Tucson |
| Transportes del Pacífico                                       | Acaponeta, Altar, Caborca, Cd. Juárez, Cd. Obregón, Durango, Empalme, Guadalajara, Guamúchil, Guasave, Guaymas, Hermosillo, Irapuato, La Piedad, Los Mochis, Mazatlán, Mexicali, Ciudad de México, Monterrey, Navojoa, Nogales, Peñas, Querétaro Central, San Luis Río Colorado, Santa Ana, Sonoyta, Tecate, Tepic, Tijuana, Torreón |
| D'Guamuchil                                                    | Caborca, Ensenada, Guamúchil, Guasave, Los Mochis, Mexicali, Navojoa, Rosarito, San Luis Río Colorado, Sonoyta, Tecate, Tijuana |
| Autotransportes de Guasave                                     | Ensenada, Guadalajara, Mazatlán, Mexicali, Nogales, Tijuana |
| Autotransportes TIM Sinaloa                                    | Caborca, Mexicali, San Luis Río Colorado, Sonoyta, Tecate, Tijuana |
| AUS (Autotransportes Unidos de Sinaloa)                        | El Rosario, Escuinapa, Mazatlán , La Cruz |
| Autotransportes Norte de Sinaloa                               | Cd. Obregón, Guamúchil, Guasave, Los Mochis, Mazatlán, Navojoa |
| Autotransportes Águilas de México                              | Costa Rica, El Dorado |
| Autotransportes Sinaloenses                                    | Costa Rica, El Dorado |
| Unión de Permisionarios de Autotransportes Gral. Rafael Buelna | Col. Michoacana, El Diez, Las Puentes, La Veinte, Villa Juárez |
| Transportes Angostura                                          | Angostura, Caimanero, Cerro Segundo, Chinitos, Culiacancito, Damaso, El Pinole, Est. Rosales, Gato de Lara, Ignacio Allende, La Guamuchilera, La Reforma, Melchor Ocampo, Palmitas, Promomartir, Vitaruto |
| Líneas del Oriente                                             | Badiraguato, Baila, Caimanero, Campo Plata, Chinitos, Cosalá, Cospita, Coyotitán, Ej. Culiacán, El Dorado, Elota, Emancipación, Est. Dimas, Gato de Lara, Ixpalino, Jacola, La Cruz, Limón de los Ramos, Melchor Ocampo, Montelargo, Palmitas, Pericos, P. de Villamoros, Portacely, Potrerillos, Potreros de los Sánchez, Pueblos Unidos, Quilá, San Benito, San Ignacio, San Javier, Tacuichamona, Tamarindo, Tecomete, Tierra y Libertad, Varejonal |
| Transportes de Sinaloa                                         | Aguapepito, Amapas, Campo O., El Castillo, El Diez, Navolato, San Ignacio, Villa Juárez |
| Navolato Altata                                                | Altata, Badiraguato, Navolato, Santiago, Villa Ángel Flores (Las Palmas) |
| Altata Navolato Autotransportes                                | Altata, Navolato, Tamarindo, Villa Ángel Flores (Las Palmas) |

## Plaza comercial
Además de Central Internacional de Autobuses es una gran plaza comercial, que cuenta con aproximadamente 110 locales comerciales en los que podemos encontrar: importantes Restaurantes, Tiendas de Ropa, Zapaterías, Tiendas de Recuerdos, casas de cambios, etc.

## Central de Enlace Transporte Urbano
Justo al lado de la terminal, se encuentra una central de autobuses del transporte urbano de Culiacán, operado por RedPlus, donde varias rutas ofrecen servicios para la Central de Autobuses o hacia la ciudad. Contiene varias tiendas y 24 andenes.
- 21 de Marzo
- Barrancos-C.U.
- Cañadas-Quintas
- Cucas-Centro
- Issstesin-Centro
- Lázaro Cárdenas-Centro
- Tierra Blanca-San Miguel
- Toledo-Centro
- U. de O.-4 de Marzo-Centro
- Vegas-Centro